# AmigaOS
AmigaOS er styresystemet for (Commodore) Amiga-computeren.
Styresystemet blev lanceret i 1985 under navnet Workbench og fulgte med den første Amiga – Amiga 1000.
Det revolutionerende system havde Multitasking og grafisk flot GUI som standard, hvilket da var uhørt for så billig en computer. Det var med til at gøre Amigaen populær blandt hjemmebrugere og blandt professionelle især indenfor grafikproduktion. AmigaOS har også en kommandolinje a.la. MS-DOS.
Liste over styresystemerne:
- Amiga Workbench 1.0 – Lanceret i 1985 – Til Amiga 1000
- Amiga Workbench 1.1 – Lanceret i 1985 – Til Amiga 1000
- Amiga Workbench 1.2 – Lanceret i 1986 – Til Amiga 500 & 2000
- Amiga Workbench 1.3 – Lanceret i 1988 – Til Amiga 500 & 2000
- Amiga Workbench 1.3.2 – Lanceret i 1989 – Til Amiga 500 & 2000
- Amiga Workbench 2.04 – Lanceret i 1991 – Til Amiga 500+ & 3000
- Amiga Workbench 2.05 – Lanceret i 1992 – Til Amiga 600 & 600HD
- Amiga Workbench 2.1 – Lanceret i 1992 – Til Amiga 600
- Amiga Workbench 3.0 – Lanceret i 1992 – Til Amiga 1200 & 4000
- AmigaOS 3.1 – Lanceret i 1994 – Til alle klassiske Amigaer
- AmigaOS 3.5 – Lanceret i 1999 – Som opgradering
- AmigaOS 3.9 – Lanceret i 2000 – Som opgradering
- AmigaOS 4.0 (PowerPC) – Lanceret i 2004 – AmigaOne computere
- AmigaOS 4.1 (PowerPC) – Lanceret i 2008 – AmigaOne computere
- AmigaOS 4.1 Final Edition (PowerPC) – Lanceret i Coming soon – AmigaOne computere